# وتدية تناسلية
وتدية تناسلية (الاسم العلمي: Corynebacterium genitalium) هي نوع من البكتيريا تتبع جنس الوتدية من فصيلة الوتديات.